# گانداش
گانداش (به انگلیسی: Gandaš) مؤسس سلاله کاسیان معاصر سامسو-ایلونا فرزند حمورابی پادشاه بابل بوده‌است. گانداش به تقریب از سال ۱۷۴۱ تا ۱۷۲۶ پیش از میلاد رأس قدرت بوده‌است.

## تصرف بابل
در معبد بابلی خدای انلیل در شهر نیپور نیزه‌ای یافت شده که نام گانداش بر آن کنده شده بود و چنین بر می‌آید که گانداش نه فقط در بخش مرکزی خاک بابل نفوذ کرد بلکه چندی نیز در آنجا توقف نموده و آن هنگام آغاز سلاله کاسی شمرده می‌شود.
منابع بابلی متذکر می‌گردند که در سال نهم سلطنت سامسوئیلونی ۱۷۴۱ پیش از میلاد، جنگی میان بابلیان و کاسیان درگرفت. پادشاهی کاسیان در آن زمان محتملا دره دیاله را در تصرف داشت و قسمت سفلای آن دره در آن عهد به نام توپلیاش خوانده می‌شد.